# Liste des châteaux et forteresses de l'Ordre du Christ au Portugal

## Possessions de l'Ordre du Temple, reprises par l'Ordre du Christ au Portugal
Cette liste non exhaustive recense les places fortes de l’ordre du Christ au Portugal. Celles-ci ne doivent pas être confondues avec les commanderies présentes dans la péninsule Ibérique qui avaient vocation à produire des ressources et à réunir des fonds pour l'action des différents ordres religieux en Terre sainte. Ces forteresses servaient avant tout à protéger les frontières avec les royaumes musulmans, lors de la Reconquista.
Successeur « légitime » de l'ordre du Temple au Portugal, l'ordre du Christ est fondé en 1319 par le roi Denis Ier de Portugal à la suite de la Bulle pontificale Ad ea ex quibus du pape Jean XXII. Les biens des Templiers ont été « réservés » à l'initiative du roi pour la couronne portugaise à partir de 1309, puis transférés à l’ordre du Christ entre 1319 et 1323.
| Château / Forteresse           | Ville actuelle (ou à proximité) | Origine | Image                     |
| ------------------------------ | ------------------------------- | --- | ------------------------- |
| Château d'Almourol             | Vila Nova da Barquinha          | Forteresse templière érigée en 1171, reprise par l'ordre du Christ en 1319 |                           |
| Château d'Alpalhão (pt)        | Alpalhão (pt)                   | Château templier, repris par l'ordre du Christ en 1319 |                           |
| Château de Castelo Branco (pt) | Castelo Branco                  | Château templier érigé à partir de 1165, repris par l'ordre du Christ en 1319 |                           |
| Château de Castelo Novo (pt)   | Castelo Novo                    | Château templier érigé à partir de 1208, repris par l'ordre du Christ en 1319 |                           |
| Château de Castro Marim        | Castro Marim                    | Château templier ..., repris par l'ordre du Christ en 1319 |                           |
| Château de Celorico da Beira   | Santa Maria (pt)                | Ancienne possession musulmane, détruite et reconstruite par les templiers, sous le règne du roi Afonso Henriques (1112-1185), repris par l'ordre du Christ en 1319                                                                      |                           |
| Château de Cera (pt)           | Alviobeira                      | Château templiers, repris par l'ordre du Christ en 1319 |                           |
| Château d'Idanha-a-Nova (pt)   | Idanha-a-Nova                   | Château templier érigé à partir de 1187, repris par l'ordre du Christ en 1319 |                           |
| Château d'Idanha-a-Velha (pt)  | Idanha-a-Velha                  | château construit à partir de 1165 par Dom Gualdim Pais, 4e Grand-Maître de l'ordre du Temple au Portugal, repris par l'Ordre du Christ en 1319                                                                                         |                           |
| Château de Longroiva           | Longroiva, Mêda                 | Ancien monastère donné aux Templiers en 1145, puis fortifié jusqu'en 1304, repris par l'ordre du Christ en 1319 |                           |
| Château de Mogadouro (pt)      | Mogadouro                       | Château templiers érigé de 1160 à 1165, repris par l'ordre du Christ en 1319 |                           |
| Château de Nisa                | Nossa Senhora da Graça (pt)     | château templier, détruit en 1290 lors des crises de succession, puis reconstruit par les templiers en 1296, repris par l'ordre du Christ en 1319                                                                                       |                           |
| Château de Penamacor (pt)      | Penamacor                       | possession templière depuis 1189, le château est érigé en 1209, repris par l'ordre du Christ en 1319 |                           |
| Château de Penas Róias         | Penas Róias                     | possession templière depuis 1145, la construction du château a débuté probablement en 1166, puis repris par l'ordre du Christ en 1319                                                                                                   |                           |
| Château de Penha Garcia (pt)   | Penha Garcia                    | le château était propriété royale sous Sancho I de Portugal (1154-1211), il fut donné à l'ordre de Santiago en 1220, puis aux Templiers en 1303, repris par l'ordre du Christ en 1319                                                   |                           |
| Château de Pombal              | Pombal                          | château templier construit en 1161 par Gualdim Pais, maître de province de l'ordre du Temple, repris par l'ordre du Christ en 1319 |                           |
| Château de Ródão (pt)          | Vila Velha de Ródão             | |                           |
| Château de Rosmaninhal (pt)    | Rosmaninhal (pt)                | domaine donné au templiers en 1165, probablement fortifié à partir de 1229, repris par l'ordre du Christ en 1319 |                           |
| Château de Soure               | Soure                           | édifice d'origine incertaine (IXe ou Xe siècles). La Comtesse Teresa (alors reine) concéda en 1128 le château à l'ordre du Temple tout nouvellement créé, qui y fit établir son siège au Portugal. repris par l'ordre du Christ en 1319 |                           |
| Forteresse de Tomar            | Tomar                           | construite par l'ordre du Temple vers 1160, sous l'impulsion du maître de la province Dom Gualdim Pais, 4e Grand-Maître de l'ordre du Temple au Portugal, repris par l'ordre du Christ en 1319 qui y établit son siège en 1356          |                           |
| Château de Vila do Touro (pt)  | Vila do Touro (pt), Sabugal     | domaine donné aux templiers en 1220 qui commencèrent à fortifier la ville, mais cette place forte ne fut jamais achevée. reprise par l'ordre du Christ en 1319                                                                          |                           |
| Château de Zêzere (pt)         | Vila Nova da Barquinha          | domaine donné aux templiers en 1159, qui le fortifièrent à partir de 1174, repris par l'ordre du Christ en 1319 |                           |
| Ferreira de Aves (pt)          | Ferreira de Aves (pt)           | Le château et la moitié de la ville ont appartenu aux Templiers, biens repris par l'ordre du Christ, puis confisqués par le seigneur Rui Ferreira Vasques Coutinho en 1385                                                              | Monument national (1951). |

## Possessions de l'ordre du Temple, reprises par d'autres ordres religieux
Cette liste non exhaustive recense les places fortes de l’ordre du Temple au Portugal, qui n'ont pas été reprises par l'ordre du Christ, car étant la possession d'autres ordres religieux lors de la dissolution de l'ordre du Temple.
| Château / Forteresse | Ville actuelle (ou à proximité) | Origine | Image |
| -------------------- | ------------------------------- | --- | ----- |
| Château de Monsanto  | Monsanto                        | château construit à partir de 1165 par Dom Gualdim Pais, 4e Grand-Maître de l'ordre du Temple au Portugal, puis donné à l'ordre de Santiago |       |
| Château de Seda (pt) | Seda (pt)                       | domaine royal, donné par D. Afonso Henriques aux templiers en 1160, puis à l'ordre d'Avis en 1271                                           |       |